# Josef Wolf (SS-Mitglied)
Josef Wolf (* 18. April 1900 in Krummau in Böhmen; † 14. Oktober 1943 im Vernichtungslager Sobibór) war ein SS-Scharführer, der während des Aufstands von Sobibór getötet wurde. Sein Bruder Franz Wolf, mit dem er in einem gemeinsamen SS-Kommando in Sobibór Dienst ausübte, wurde in den Sobibor-Prozessen zu acht Jahren Zuchthaus verurteilt.

## Leben
Josef Wolf, von Beruf Fotograf in Krummau, war nach Beginn des Zweiten Weltkrieges bis zum Herbst 1941 Soldat der Wehrmacht. Anschließend wurde er zu der „Aktion T4“ abgeordnet.
Josef Wolf nahm im Rahmen der „Aktion Reinhardt“ im März 1943 seinen Dienst im Vernichtungslager Sobibór in der Sortierbaracke auf. Josef Wolf hatte mit seinem Bruder, dem SS-Unterscharführer Franz Wolf (dieser überlebte, da er sich zum Zeitpunkt des Aufstands auf einem Außenkommando befand) die Aufgabe, die Bekleidung der Juden, die sie vor dem Weg zur Gaskammer (genannt Schlauch) oder zur Baracke zum Haareschneiden abzulegen hatten, einzusammeln und durch einen Zugang in die nahegelegene Gepäck- und Sortierbaracke zu bringen. Dort wurde die Bekleidung von den Arbeitskommandos von Rudolf Beckmann und Paul Johannes Groth sortiert und nach Geld und Wertsachen durchsucht. Die Schuhe wurden durch das Kommando von Johann Klier aufgenommen.
Während des Aufstands von Sobibor wurde er von jüdischen Lagerhäftlingen getötet. Seine Frau erhielt nach seinem Tod die Nachricht, dass er „bei einem Bandenüberfall ums Leben“ gekommen sei. Er wurde mit den anderen elf getöteten SS-Männern auf dem Chełmer Soldatenfriedhof mit militärischen Ehren begraben.